# Karl Georg Hoffmann
Karl Georg Hoffmann (* 14. Oktober 1796 in Ludwigsburg; † 11. September 1865 in Karlsruhe) war ein badischer Beamter und Politiker.

## Werdegang
Hoffmann wuchs in Amorbach, Boxberg und Mannheim auf und studierte an der Universität Heidelberg Kameralistik, wo er Mitglied des Corps Suevia Heidelberg wurde. Nach der bestandenen Staatsprüfung wurde er im Jahre 1823 als Kreispraktikant in Wertheim in den badischen Staatsdienst übernommen. 1824 kam er in gleicher Funktion nach Konstanz und wurde dort 1825 zum Kreisassessor befördert. 1826 erfolgte seine Ernennung zum Finanzrat bei der Steuerdirektion und 1834 zum Regierungsrat in Konstanz. 1838 kam er nach Karlsruhe zur Oberdirektion des Wasser- und Straßenbaus sowie zur neu errichteten Eisenbahnbau-Direktion.

## Politische Tätigkeit
Seit 1831 gehörte Hoffmann als liberaler Abgeordneter der Zweiten Kammer der Badischen Ständeversammlung an. Von 1831 bis 1841 übte er das Mandat für Durlach aus. In den Sitzungen befasste er sich hauptsächlich mit Fragen des Eisenbahnbaus und der Staatsfinanzen. 
Wegen seiner politischen Betätigung erfolgte 1843 im Zuge des so genannten Urlaubsstreits mit der Regierung Blittersdorf seine Strafversetzung. Die Regierung bekämpfte Beamte mit liberaler Gesinnung, indem sie diesen den nötigen Urlaub zur Teilnahme an den Landtagssitzungen verweigerte und sie möglichst weit weg von der Residenzstadt Karlsruhe versetzte. Hoffmann  wurde deshalb als Obereinnehmer nach Pfullendorf geschickt. Jedoch schon 1844 hatten sich die politischen Wogen geglättet und Hoffmann konnte nach einer glänzend gewonnenen Landtagswahl, bei der er von den Wahlmännern der Stadt Pforzheim ein erneutes Mandat  für die Zweite Kammer erhielt, als Bevollmächtigter zum Zollverein nach Berlin gehen. In dieser Position erfolgte seine Beförderung zum Geheimen Regierungsrat. 
Nachdem, bedingt durch die Ereignisse der Revolution von 1848, auch in Baden eine Märzregierung gebildet wurde, trat Hoffmann am 9. März 1848 als  Staatsrat und neuer Leiter des Finanzministeriums an die Spitze der nach ihm benannten Regierung Hoffmann. De facto nahm er somit die Funktion eines Präsidenten des Staatsministeriums ein. Hoffmanns älterer Bruder Friedrich von Hoffmann  war  im gleichen Kabinett  badischer Kriegsminister. Die fünfzehn Monate seiner Regierungszeit standen ganz im Zeichen der wechselvollen Ereignisse der Badischen Revolution. Als sich die revolutionäre Lage im Mai 1849 zuspitzte, sah sich die Regierung zur Flucht außer Landes genötigt.  In  Frankfurt wurde Hoffmann am 3. Juni 1849 mit den Ministerkollegen vom Großherzog seines Amtes enthoben. Daraufhin trat Hoffmann in den Ruhestand, ließ sich aber 1850 von den Wahlmännern aus Mannheim erneut in den Landtag wählen, dem er bis 1852 angehörte. Fast gleichzeitig wurde sein Bruder Friedrich Hoffmann Mitglied im Erfurter Unionsparlament.

## Rückzug aus der Politik
Nach seinem Ausscheiden aus der Politik 1852 zog sich Hoffmann ganz ins Privatleben zurück. Er war verheiratet und widmete sich nun verstärkt der Erziehung und Ausbildung seiner Kinder. Hoffmann gehörte der evangelischen Kirche an. 